# Fernand David
Fernand Jules David (* 3. September 1872 in Paris; † 13. Dezember 1926 ebenda) war ein französischer Bildhauer und Medailleur.

## Leben
Fernand David war Schüler bei Louis-Ernest Barrias, Jules Cavelier und Léon Fagel an der Pariser Schule der Schönen Künste. Er stellte seine Arbeiten von 1898 bis 1914 auf dem Salon der Société des Artistes Français aus, wo er 1899 eine ehrenvolle Erwähnung, 1901 eine Medaille der 3. Klasse und 1904 ein Reisestipendium erhielt.
David gehörte der von dem Éditeur d’art (Kunstverleger) Arthur Goldscheider in den frühen 1920er Jahren mit Vertretern des Art déco gegründeten Künstlergruppe La Stèle an, deren Arbeiten Goldscheider 1925 auf der Pariser Exposition internationale des Arts Décoratifs et industriels modernes ausstellte.

## Werke (Auswahl)
Fernand David fertigte seine Werke aus Terracotta und Bronze.
- Hôpital du Grand Palais, 1920, Basrelief, Fine Arts Museums of San Francisco, San Francisco, California[5]
- Médaille, 1910, Medaille, The British Museum[6]
- Musique ou le Chant et l’Orchestre, 1898, Basrelief, Musée d’Orsay[7]
- Bain, Basrelief, Musée d’Orsay[8]
- Petite négresse, 1912, Büste, Musée d’Orsay[9]
- Eugène Silvain, 1917, Büste, Musée d’Orsay[10]
- Docteur A., 1917, Büste, Musée d’Orsay[11]